# Petaliaeschna tomokunii
Petaliaeschna tomokunii är en trollsländeart som beskrevs av Karube 2000. Petaliaeschna tomokunii ingår i släktet Petaliaeschna och familjen mosaiktrollsländor. IUCN kategoriserar arten globalt som otillräckligt studerad. Inga underarter finns listade i Catalogue of Life.